# Siguer
Siguer település Franciaországban, Ariège megyében. Lakosainak száma 95 fő (2022. január 1.). Siguer Capoulet-et-Junac, Gestiès, Illier-et-Laramade, Lercoul és Ordino közösség községekkel határos.

## Népesség
A település népessége az elmúlt években az alábbi módon változott:
| Lakosok száma | 89   | 93   | 65   | 88   | 103  | 100  | 98   | 95   | 96   | 95   |
|               | 1968 | 1982 | 1990 | 2006 | 2013 | 2015 | 2017 | 2019 | 2020 | 2022 |